# Wang An-š’
Wang An-š’ (čínsky pchin-jinem Wáng Ānshí, znaky 王安石, 8. prosince 1021 – 21. května 1086) byl čínský ekonom, státník a básník žijící v období vlády dynastie Sung. Jako kancléř zavedl výrazné sociální a ekonomické reformy. S jeho politikou ostře nesouhlasili konzervativci ve státním aparátu v čele se S’-ma Kuangem.
V ekonomice rozšířil používání peněz, zlomil soukromé monopoly a rozšířil státní regulaci a sociální péči. Ve vojenské oblasti se spoléhal na systém lokálních milic. Státní správu se snažil zlepšit rozšířením zkouškového systému.
Po smrti císaře Šen-cunga roku 1085 Wang An-š’ ztratil podporu shora, roku 1086 sám zemřel. Jeho nástupce S’-ma Kuang reformní opatření zrušil.